# Boutounguissi
 (février 2024).
Si vous disposez d'ouvrages ou d'articles de référence ou si vous connaissez des sites web de qualité traitant du thème abordé ici, merci de compléter l'article en donnant les références utiles à sa vérifiabilité et en les liant à la section « Notes et références ».
Boutinguissé est une commune malienne, localités de Karakoro, située dans le pays de la Guidimakan, chef-lieu cercle de Aourou, dans la région de Kayes, au sud-ouest Malienne.

## Histoire
Les premiers habitants des Boutinguissé sont venus du Kaarta vers 1605, Camara, un chasseur de Diangounté.

## Chefs de villages de Boutounguisse
| Nom                                     | Période             |
| --------------------------------------- | ------------------- |
| Anthioumany Nare Camara                 | 5 ans               |
| Sidi Demba Camara                       | 1 an                |
| Diaguill y Boubou Camara                | 2 ans               |
| Medy Makha Camara                       | 7 ans               |
| Demba Moussa Camara                     | 25 ans              |
| Guedio Foulemata Camara                 | 7 ans               |
| Samba Assa Camara                       | 13 ans              |
| Samba Sende Camara                      | 10 ans              |
| Saloum Gaye Camara                      | 16 ans              |
| Diabe Demba Camara                      | 15 ans              |
| Siakha Guedio Camara                    | 2 ans               |
| Samba Tacko Camara (Samba Demba Moussa) | 1997-2009           |
| Baba Silly Camara (Silly Guedio)        | depuis octobre 2009 |